# Josep Maria Bartomeu
Josep Maria Bartomeu Floreta (Barcellona, 6 febbraio 1963) è un imprenditore e dirigente sportivo spagnolo, noto per essere stato presidente del Barcellona dal 23 gennaio 2014 al 27 ottobre 2020.

## Biografia
Membro della ADELTE (azienda impegnata nell'ambito aeroportuale) e della EFS, oltre che socio del club catalano dal 1974 (a soli 11 anni), Bartomeu ha ricoperto vari ruoli dirigenziali all'interno del club. Dopo aver fatto parte della giunta direttiva del Barcellona durante la presidenza di Joan Laporta, dal 2010 al 2014 è stato vicepresidente del club durante la presidenza di Sandro Rosell. A seguito delle dimissioni di Rosell il 23 gennaio 2014, causate dal cosiddetto "caso Neymar", Bartomeu diventa il nuovo presidente del Barcellona.
Il 18 luglio 2015 viene confermato presidente per altri 6 anni, vincendo le elezioni per la presidenza. Il 27 ottobre 2020 annuncia le sue dimissioni da presidente, insieme a quelle di tutta la giunta direttiva. Durante la sua presidenza, la sezione calcistica maschile del Barcellona ha conquistato quattro campionati spagnoli, quattro Coppe del Re, due Supercoppe spagnole, una UEFA Champions League, una Supercoppa UEFA e una Coppa del mondo per club FIFA.